# Hipólito Yrigoyen

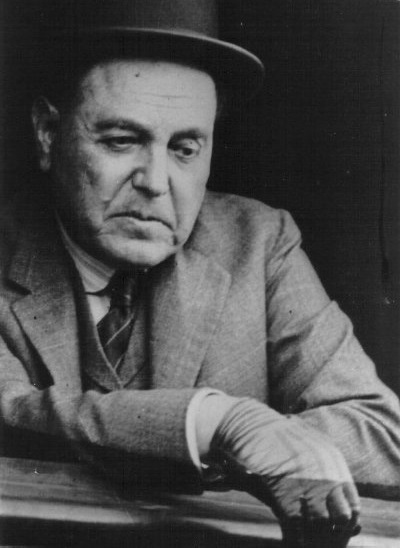
Hipólito Yrigoyen (um 1926)

Juan Hipólito del Sagrado Corazón de Jesús Yrigoyen Alem (* 12. Juli 1852 in Buenos Aires; † 3. Juli 1933 ebenda) war ein argentinischer Politiker. Er war zweimal Staatspräsident Argentiniens. Als Mitglied der Radikalen Partei (Unión Cívica Radical) wurde er 1916 zum Staatspräsidenten gewählt. Seine erste Präsidentschaft endete 1922. Im Jahre 1928 wurde er erneut zum Präsidenten gewählt und 1930 durch einen Militärputsch gestürzt.

## Politischer Werdegang

### Präsidentschaft
Hipólito Yrigoyen entstammte der um die Jahrhundertwende entstandenen Mittelklasse. Die Radikale Partei, der er angehörte, war eine Oppositionsbewegung zum traditionellen politischen Herrschaftssystem der Landoligarchie. Sie kam 1916 an die Macht, als erstmals in der argentinischen Geschichte nach dem allgemeinen Wahlrecht für Männer gewählt wurde.
Politische Legitimation sicherte sich Yrigoyen durch die – mitunter gewaltsame – Integration der argentinischen Arbeiter- und Mittelklasse. Außenpolitisch unterstützte er die Mexikanische Revolution und verurteilte die Präsenz der US-Marines in Nicaragua.
1922 wurde er von seinem innerparteilichen Konkurrenten Marcelo de Alvear im Präsidentenamt abgelöst. 1928 schaffte er es, noch einmal einen Wahlsieg zu erringen, zeigte jedoch zunehmend Zeichen politischer Schwäche. So überließ er seinem Gegner Alvear den Parteivorsitz und setzte der zunehmenden, durch die Generäle Agustín Pedro Justo und José Félix Uriburu – in bewusster Opposition zu Yrigoyens Regierung – betriebenen Politisierung des Militärs keinen Widerstand entgegen.

### Sturz
Vor dem Hintergrund, dass Yrigoyen ein alter Mann war, die Radikale Partei zunehmend korrupt wurde und die Depression das Land tief traf, kam es im September 1930 zu einem von General Uriburu angeführten Militärputsch, welcher die 1916 abgewählte Vorherrschaft der Oligarchie wiederherstellte. Zu den am Umsturz beteiligten Militärs gehörte auch der spätere Präsident Juan Perón.
Die letzten Jahre seines Lebens verbrachte Yrigoyen in Armut, bis er am 3. Juli 1933 starb. Seinem Trauerzug schloss sich eine große Menschenmenge an.